# Val-Buëch-Méouge
Val-Buëch-Méouge es una comuna nueva francesa situada en el departamento de Altos Alpes, de la región de Provenza-Alpes-Costa Azul.

## Historia
Fue creada el 1 de enero de 2016, en aplicación de una resolución del prefecto de Altos Alpes de 29 de agosto de 2015 con la unión de las comunas de Antonaves, Châteauneuf-de-Chabre y Ribiers, pasando a estar el ayuntamiento en la antigua comuna de Ribiers.

## Demografía
| Gráfica de evolución demográfica de Val-Buëch-Méouge entre 1800 y 2013 |
|                                                                        |

Los datos entre 1800 y 2013 son el resultado de sumar los parciales de las tres comunas que forman la nueva comuna de Val-Buëch-Méouge, cuyos datos se han cogido de 1800 a 1999, para las comunas de Antonaves, Châteauneuf-de-Chabre y Ribiers de la página francesa EHESS/Cassini. Los demás datos se han cogido de la página del INSEE.

## Composición
| Comuna delegada       | Código INSEE | Población (2013) | Superficie (km²) | Densidad (hab./km²) |
| --------------------- | ------------ | ---------------- | ---------------- | ------------------- |
| Antonaves             | 05005        | 179              | 8.03             | 22                  |
| Châteauneuf-de-Chabre | 05034        | 332              | 23.90            | 14                  |
| Ribiers               | 05118        | 811              | 36.55            | 22                  |